# Подгориця-при-Подтабору
Подгориця-при-Подтабору (словен. Podgorica pri Podtaboru) — поселення в общині Гросуплє, Осреднєсловенський регіон, Словенія. Висота над рівнем моря: 346,3 м.